# チョクルダフ空港
チョクルダフ空港（ちょくるだふ くうこう、Аэропорт «Чокурдах»）は、ロシアのサハ共和国チョクルダフの中心街から１キロメートルほど北に位置する空港。主に小型輸送機の発着を担う飛行場である。

## 航空会社と行き先
| 航空会社       | 就航地         |
| -------------- | -------------- |
| ヤクーツク航空 | ヤクーツク空港 |